# Рей (филм)
Вижте пояснителната страница за други значения на Рей.
Рей (на английски: Ray) е американски филм от 2004 г.

## Актьорски състав
| Актьор         | Роля             |
| Джейми Фокс    | Рей Чарлс        |
| Шарън Уорън    | Арета Робинсън   |
| Кери Уошингтън | Дела Би Робинсън |
| Реджина Кинг   | Марджи Хендрикс  |
| Рене Уилсън    | Пат Лайл         |

## Награди и номинации
| Награда                              | Категория                                          | Номиниран(и)                         | Резултат  |
| ------------------------------------ | -------------------------------------------------- | ------------------------------------ | --------- |
| Награди на филмовата академия на САЩ | Най-добра мъжка роля                               | Джейми Фокс                          | награда   |
| Награди на филмовата академия на САЩ | Най-добър звуков микс                              | Най-добър звуков микс                | награда   |
| Награди на филмовата академия на САЩ | Най-добър филм                                     | Най-добър филм                       | номинация |
| Награди на филмовата академия на САЩ | Най-добър дизайн на костюми                        | Шарън Дейвис                         | номинация |
| Награди на филмовата академия на САЩ | Най-добра режисура                                 | Тейлър Хакфорд                       | номинация |
| Награди на филмовата академия на САЩ | Най-добър филмов монтаж                            | Пол Хърш                             | номинация |
| Награда на БАФТА                     | Най-добър актьор в главна роля                     | Джейми Фокс                          | награда   |
| Награда на БАФТА                     | Най-добър звук                                     | Най-добър звук                       | награда   |
| Награда на БАФТА                     | Най-добър оригинален сценарий                      | Джеймс Уайт                          | номинация |
| Награда на БАФТА                     | Най-добра филмова музика                           | Крейг Армстронг                      | номинация |
| Златен глобус                        | Най-добър актьор в мюзикъл или комедия             | Джейми Фокс                          | награда   |
| Златен глобус                        | Най-добър филм – мюзикъл или комедия               | Най-добър филм – мюзикъл или комедия | номинация |
| Сателит                              | Най-добър оригинален сценарий                      | Джеймс Уайт                          | награда   |
| Сателит                              | Най-добър актьор в мюзикъл или комедия             | Джейми Фокс                          | награда   |
| Сателит                              | Най-добра поддържаща актриса в мюзикъл или комедия | Реджина Кинг                         | награда   |
| Сателит                              | Най-добър филм – мюзикъл или комедия               | Най-добър филм – мюзикъл или комедия | номинация |
| Сателит                              | Най-добър режисьор                                 | Тейлър Хакфорд                       | номинация |
| Сателит                              | Най-добра актриса в мюзикъл или комедия            | Кери Уошингтън                       | номинация |
| Сателит                              | Най-добра поддържаща актриса в мюзикъл или комедия | Шарън Уорън                          | номинация |

## Дублаж
| Озвучаващи артисти  | Лина Златева Мина Костова Симеон Владов Иван Танев Светломир Радев |
| Тонрежисьор         | Емил Енев                                                          |
| Режисьор на дублажа | Михаела Минева                                                     |